# Òmfal

L'Oracle, de Camillo Miola (Biacca). A l'esquerra hi ha un òmfal.

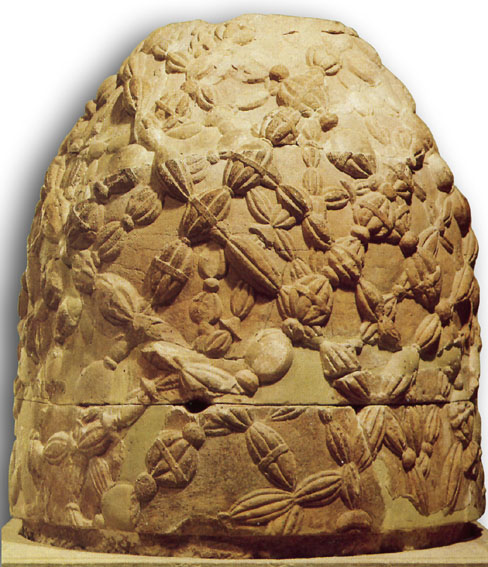
Òmfal de Delfos

Un òmfal (literalment "melic", en grec ὀμφᾰλός omphalós; en llatí omphălŏs) és un objecte que servia per a enrotllar els pergamins o com a vas votiu per a recordar el concepte mític de melic del món o centre de l'univers. Se sol plasmar com un gerro de pedra o figura similar, on hi ha estampades escenes de la creació del món.
Aquestes pedres es col·locaven en indrets especials, com ara Delfos, on els grecs veneraven un oracle, o bé Jerusalem, la ciutat santa de les religions monoteistes, considerada el centre espiritual de la Terra. Tenen relació amb el concepte d'axis mundi.